# 5782 Akirafujiwara
5782 Akirafujiwara è un asteroide della fascia principale. Scoperto nel 1991, presenta un'orbita caratterizzata da un semiasse maggiore pari a 2,2828872 UA e da un'eccentricità di 0,0889907, inclinata di 5,57916° rispetto all'eclittica.